# Da Kurlzz
Matthew "Da Kurlzz" Busek foi um dos integrantes da banda de rock estadunidense Hollywood Undead.

## Biografia

### Vida pessoal
Matthew Alexis Busek nasceu em 1 de abril de 1982. É um ator conhecido por Accepted (2006), My First Mister (2001), Pack of Dogs (2002) e pela carreira musical com Hollywood Undead desde 2005.

## Carreira musical

### Hollywood Undead
Da Kurlzz foi o quarto membro para entrar na banda. 
Ele foi o baterista de percussão da banda. Ele não costumava gravar os vocais para a banda, mas fazia uma boa quantidade de backing vocais. 
Em junho de 2017 Da Kurlzz deixou a banda para buscar outros interesses. Ele se separou da banda em bons termos. Também compartilhou um teaser de seu trabalho solo em 16 de outubro de 2017
Em uma comunicado divulgado por Johnny 3 Tears, ele disse: “Não tem muito o que falar. Ele queria fazer outra coisa. Sempre somos amigos, mas às vezes a vida das pessoas muda. Foi o que aconteceu neste caso. Às vezes eu digo a mim mesma que não quero sair em turnê e a no dia seguinte, digo a mim mesma que não é verdade. É importante permanecer fiel a si mesmo e não fazer o que não queremos. Não havia raiva ou coisa parecida, e mantivemos bons termos".

## Máscaras
A máscara Da Kurlzz em 2006 era branca básica com lábios pretos. Antes disso, ele usava uma máscara branca que apenas cobria seus olhos.

### Swan Songs
A máscara tem um rosto sorridente do lado esquerdo e um rosto zangado do outro. Ele tem uma linha cinza que os separa.

### American Tragedy
A máscara mudou contando com um sorriso enorme estando à esquerda e o zangado à direita. O lado zangado tem artérias vermelhas que se iluminam. A linha que o divide é branca e também acende.

### Notes from the Underground
A máscara do Da Kurlzz tem uma grande diferença. A máscara é ainda meio a meio. O lado esquerdo da máscara é branco e o lado direito é vermelho escuro com escamas marrons. A metade vermelha da máscara é suposto para se assemelhar a metade de seu rosto arrancado e o meio branco para ser derretido. Há luzes em cima da máscara. Nenhum dos lados apresentam o meio sorriso como suas máscaras anteriores.

### Day of the Dead
A máscara ainda é meio a meio. O lado esquerdo da máscara ainda é branco, mas o lado direito agora é cinza bronze. A metade branca de sua máscara está com raiva, enquanto a metade cinza é a sorridente. Ela não acende mais como nas duas versões anteriores.

## Discografia

### Com Hollywood Undead
- 2008 Swan Songs
- 2010 American Tragedy
- 2013 Notes from the Underground
- 2015 Day of the Dead

## Filmografia

### Como ator
- 2001 First Mister
- 2002 Pack of Dogs
- 2006 Accepted